# Liste kurzlebiger Gemeinden in Deutschland
In der Liste kurzlebiger Gemeinden in Deutschland werden die Gemeinden auf dem Gebiet der heutigen Bundesrepublik Deutschland gelistet, die bis zu fünf Jahre lang existiert haben.
Die Gemeinden sind in der Reihenfolge der Dauer ihrer Existenz aufgelistet. Umbenennungen ohne eine gleichzeitige Änderung des Gemeindegebiets durch einen Zusammenschluss sind nicht berücksichtigt.

## Liste
| Tage | Gemeinde                      | Land                   | von           | bis           | Anmerkungen |
| ---- | ----------------------------- | ---------------------- | ------------- | ------------- | --- |
| 90   | Haustenbeck                   | Nordrhein-Westfalen    | 1. Jan. 1957  | 31. März 1957 | Haustenbeck war mit einem größeren Gebietszuschnitt bereits bis 1939 eine Gemeinde.                                                                                |
| 196  | Herzsprung                    | Brandenburg            | 17. Juni 2004 | 30. Dez. 2004 | Herzsprung war bereits bis zum 25. Oktober 2003 eine Gemeinde. |
| 196  | Königsberg                    | Brandenburg            | 17. Juni 2004 | 30. Dez. 2004 | Königsberg war bereits bis zum 25. Oktober 2003 eine Gemeinde. |
| 207  | Kirchhellen                   | Nordrhein-Westfalen    | 6. Dez. 1975  | 30. Juni 1976 | Kirchhellen war bereits bis zum 31. Dezember 1974 eine Gemeinde (siehe Glabotki).                                                                                  |
| 214  | Ludwigseck                    | Hessen                 | 31. Dez. 1971 | 31. Juli 1972 | |
| 214  | Streitholz                    | Thüringen              | 1. Juni 1990  | 31. Dez. 1990 | Die Gemeinde gehörte bis zum 2. Oktober 1990 zur Deutschen Demokratischen Republik (DDR).                                                                          |
| 216  | Mühlanger                     | Sachsen-Anhalt         | 29. Mai 2013  | 31. Dez. 2013 | Mühlanger war bereits bis zum 31. Dezember 2010 eine Gemeinde. |
| 244  | Boxlund                       | Schleswig-Holstein     | 1. Apr. 1934  | 30. Nov. 1934 | Die Gemeinden gehörten zur preußischen Provinz Schleswig-Holstein.                                                                                                 |
| 244  | Brook                         | Schleswig-Holstein     | 1. Apr. 1934  | 30. Nov. 1934 | Die Gemeinden gehörten zur preußischen Provinz Schleswig-Holstein.                                                                                                 |
| 244  | Eckstock                      | Schleswig-Holstein     | 1. Apr. 1934  | 30. Nov. 1934 | Die Gemeinden gehörten zur preußischen Provinz Schleswig-Holstein.                                                                                                 |
| 244  | Kollund                       | Schleswig-Holstein     | 1. Apr. 1934  | 30. Nov. 1934 | Die Gemeinden gehörten zur preußischen Provinz Schleswig-Holstein.                                                                                                 |
| 244  | Kragelund                     | Schleswig-Holstein     | 1. Apr. 1934  | 30. Nov. 1934 | Die Gemeinden gehörten zur preußischen Provinz Schleswig-Holstein.                                                                                                 |
| 244  | Ostenau                       | Schleswig-Holstein     | 1. Apr. 1934  | 30. Nov. 1934 | Die Gemeinden gehörten zur preußischen Provinz Schleswig-Holstein.                                                                                                 |
| 244  | Pobüll                        | Schleswig-Holstein     | 1. Apr. 1934  | 30. Nov. 1934 | Die Gemeinden gehörten zur preußischen Provinz Schleswig-Holstein.                                                                                                 |
| 244  | Spinkebüll                    | Schleswig-Holstein     | 1. Apr. 1934  | 30. Nov. 1934 | Die Gemeinden gehörten zur preußischen Provinz Schleswig-Holstein.                                                                                                 |
| 274  | Kiebitzgrund                  | Hessen                 | 1. Okt. 1971  | 31. Juli 1972 | |
| 285  | Rieder                        | Sachsen-Anhalt         | 19. Feb. 2013 | 30. Nov. 2013 | Rieder war bereits bis zum 31. Dezember 2010 eine Gemeinde. |
| 305  | Schopsdorf                    | Sachsen-Anhalt         | 31. Aug. 2011 | 30. Juni 2012 | Schopsdorf war bereits bis zum 31. August 2010 eine Gemeinde. |
| 316  | Bad Suderode                  | Sachsen-Anhalt         | 19. Feb. 2013 | 31. Dez. 2013 | Bad Suderode war bereits bis zum 31. Dezember 2010 eine Gemeinde.                                                                                                  |
| 316  | Gernrode                      | Sachsen-Anhalt         | 19. Feb. 2013 | 31. Dez. 2013 | Gernrode war bereits bis zum 31. Dezember 2010 eine Gemeinde. |
| 333  | Hiltersklingen                | Hessen                 | 1. Feb. 1971  | 30. Dez. 1971 | |
| 333  | Wettertal                     | Hessen                 | 1. Feb. 1971  | 30. Dez. 1971 | |
| 365  | Ammerswurth                   | Schleswig-Holstein     | 1. Apr. 1934  | 31. März 1935 | Die Gemeinde gehörte zur preußischen Provinz Schleswig-Holstein.                                                                                                   |
| 365  | Grundelbachtal                | Hessen                 | 31. Dez. 1970 | 30. Dez. 1971 | |
| 397  | Philippseck                   | Hessen                 | 31. Dez. 1970 | 31. Jan. 1972 | |
| 455  | Frauendorf                    | Sachsen                | 1. Jan. 1994  | 31. März 1995 | |
| 547  | Steigertal                    | Hessen                 | 1. Feb. 1971  | 31. Juli 1972 | |
| 547  | Niedermark                    | Niedersachsen          | 1. Jan. 1971  | 30. Juni 1972 | |
| 547  | Steinbachtal                  | Hessen                 | 1. Feb. 1971  | 31. Juli 1972 | |
| 548  | Hindorf                       | Schleswig-Holstein     | 1. Apr. 1934  | 30. Sep. 1935 | Die Gemeinden gehörten zur preußischen Provinz Schleswig-Holstein.                                                                                                 |
| 548  | Hopen                         | Schleswig-Holstein     | 1. Apr. 1934  | 30. Sep. 1935 | Die Gemeinden gehörten zur preußischen Provinz Schleswig-Holstein.                                                                                                 |
| 548  | Westdorf                      | Schleswig-Holstein     | 1. Apr. 1934  | 30. Sep. 1935 | Die Gemeinden gehörten zur preußischen Provinz Schleswig-Holstein.                                                                                                 |
| 579  | Lübzin-Rosenow                | Mecklenburg-Vorpommern | 1. Juni 1998  | 31. Dez. 1999 | |
| 609  | Beerfurth                     | Hessen                 | 1. Dez. 1970  | 31. Juli 1972 | |
| 609  | Helsa-Wickenrode              | Hessen                 | 1. Dez. 1970  | 31. Juli 1972 | |
| 609  | Rosbach                       | Hessen                 | 1. Dez. 1970  | 31. Juli 1972 | |
| 609  | Weilnau                       | Hessen                 | 1. Dez. 1970  | 31. Juli 1972 | |
| 621  | Harth                         | Thüringen              | 9. Apr. 1994  | 20. Dez. 1995 | |
| 621  | Pöllnitz                      | Thüringen              | 9. Apr. 1994  | 20. Dez. 1995 | |
| 640  | Netratal                      | Hessen                 | 1. Apr. 1972  | 31. Dez. 1973 | |
| 671  | Bräunsdorf-Langhennersdorf    | Sachsen                | 1. März 1994  | 31. Dez. 1996 | |
| 700  | Buchenhagen                   | Hessen                 | 1. Sep. 1970  | 31. Juli 1972 | |
| 730  | Osterwohld                    | Schleswig-Holstein     | 1. Apr. 1934  | 31. März 1936 | Die Gemeinden gehörten zur preußischen Provinz Schleswig-Holstein.                                                                                                 |
| 730  | Westerwohld                   | Schleswig-Holstein     | 1. Apr. 1934  | 31. März 1936 | Die Gemeinden gehörten zur preußischen Provinz Schleswig-Holstein.                                                                                                 |
| 731  | Sachsenburg-Irbersdorf        | Sachsen                | 1. Jan. 1992  | 31. Dez. 1993 | |
| 732  | Antrefftal                    | Hessen                 | 31. Dez. 1971 | 31. Dez. 1973 | |
| 732  | Grenzebach                    | Hessen                 | 31. Dez. 1971 | 31. Dez. 1973 | |
| 732  | Hessenstein                   | Hessen                 | 31. Dez. 1971 | 31. Dez. 1973 | |
| 732  | Upland                        | Hessen                 | 31. Dez. 1971 | 31. Dez. 1973 | |
| 786  | Singerberg                    | Sachsen-Anhalt         | 6. Apr. 1994  | 31. Mai 1996  | |
| 822  | Dahrenwurth                   | Schleswig-Holstein     | 1. Apr. 1934  | 30. Juni 1936 | Die Gemeinden gehörten zur preußischen Provinz Schleswig-Holstein.                                                                                                 |
| 822  | Flehderwurth                  | Schleswig-Holstein     | 1. Apr. 1934  | 30. Juni 1936 | Die Gemeinden gehörten zur preußischen Provinz Schleswig-Holstein.                                                                                                 |
| 822  | Mahde-Wollersum               | Schleswig-Holstein     | 1. Apr. 1934  | 30. Juni 1936 | Die Gemeinden gehörten zur preußischen Provinz Schleswig-Holstein.                                                                                                 |
| 822  | Nesserdeich                   | Schleswig-Holstein     | 1. Apr. 1934  | 30. Juni 1936 | Die Gemeinden gehörten zur preußischen Provinz Schleswig-Holstein.                                                                                                 |
| 822  | Preil                         | Schleswig-Holstein     | 1. Apr. 1934  | 30. Juni 1936 | Die Gemeinden gehörten zur preußischen Provinz Schleswig-Holstein.                                                                                                 |
| 822  | Sankt Annen-Damm              | Schleswig-Holstein     | 1. Apr. 1934  | 30. Juni 1936 | Die Gemeinden gehörten zur preußischen Provinz Schleswig-Holstein.                                                                                                 |
| 822  | Sankt Annen-Neufeld           | Schleswig-Holstein     | 1. Apr. 1934  | 30. Juni 1936 | Die Gemeinden gehörten zur preußischen Provinz Schleswig-Holstein.                                                                                                 |
| 822  | Sankt Annen-Österfeld         | Schleswig-Holstein     | 1. Apr. 1934  | 30. Juni 1936 | Die Gemeinden gehörten zur preußischen Provinz Schleswig-Holstein.                                                                                                 |
| 851  | Thürheim                      | Bayern                 | 1. Jan. 1976  | 30. Apr. 1978 | |
| 912  | Lahnfels                      | Hessen                 | 31. Dez. 1971 | 30. Juni 1974 | |
| 914  | Lüttewitz                     | Sachsen                | 1. Juli 1993  | 31. Dez. 1995 | |
| 954  | Waldstadt                     | Brandenburg            | 16. Feb. 1996 | 26. Sep. 1998 | |
| 973  | Lahn                          | Hessen                 | 1. Jan. 1977  | 31. Juli 1979 | Lahn war eine kreisfreie Stadt. |
| 988  | Nahetal                       | Thüringen              | 16. Okt. 1993 | 31. Juli 1996 | |
| 997  | Engnitzthal                   | Thüringen              | 9. Apr. 1994  | 31. Dez. 1996 | |
| 1014 | Oberland                      | Thüringen              | 10. Dez. 1991 | 30. Juni 1994 | |
| 1037 | Sermuth-Schönbach             | Sachsen                | 1. März 1991  | 31. Dez. 1993 | |
| 1065 | Brunslar                      | Hessen                 | 1. Feb. 1971  | 31. Dez. 1973 | |
| 1065 | Ittertal                      | Hessen                 | 1. Feb. 1971  | 31. Dez. 1973 | |
| 1095 | Oberbruch-Dremmen             | Nordrhein-Westfalen    | 1. Jan. 1969  | 31. Dez. 1971 | |
| 1096 | Heideeck                      | Brandenburg            | 31. Dez. 1998 | 30. Dez. 2001 | |
| 1096 | Themesgrund                   | Brandenburg            | 31. Dez. 1998 | 30. Dez. 2001 | |
| 1096 | Wettersbach                   | Baden-Württemberg      | 1. Jan. 1972  | 31. Dez. 1974 | |
| 1096 | Wildberg                      | Brandenburg            | 31. Dez. 1998 | 30. Dez. 2001 | |
| 1103 | Großtöpfer                    | Thüringen              | 1. Juni 1990  | 7. Juni 1993  | Die Gemeinde gehörte bis zum 2. Oktober 1990 zur DDR. |
| 1118 | Lerchenberg                   | Thüringen              | 10. Dez. 1991 | 30. Juni 1994 | |
| 1216 | Hemfurth-Edersee              | Hessen                 | 1. Sep. 1968  | 30. Dez. 1971 | |
| 1223 | Leutnitz                      | Thüringen              | 2. Dez. 1990  | 8. Apr. 1994  | Leutnitz war bereits bis zum 30. Juni 1950 eine Gemeinde. |
| 1247 | Rechtenbach                   | Hessen                 | 1. Aug. 1968  | 30. Dez. 1971 | |
| 1278 | Röcknitz-Böhlitz              | Sachsen                | 1. Okt. 1992  | 31. März 1996 | |
| 1280 | Goddelau-Wolfskehlen          | Hessen                 | 1. Juli 1973  | 31. Dez. 1976 | |
| 1280 | Götschetal                    | Sachsen-Anhalt         | 1. Juli 2006  | 31. Dez. 2009 | |
| 1283 | Kleingeschwenda b. Leutenberg | Thüringen              | 1. Okt. 1990  | 5. Apr. 1994  | Die Gemeinde gehörte bis zum 2. Oktober 1990 zur DDR. Kleingeschwenda war bereits bis zum 31. Dezember 1959 eine Gemeinde.                                         |
| 1309 | Babow                         | Brandenburg            | 6. Mai 1990   | 5. Dez. 1993  | Die Gemeinde gehörte bis zum 2. Oktober 1990 zur DDR. Babow war bereits bis zum 31. Dezember 1973 eine Gemeinde.                                                   |
| 1309 | Gulben                        | Brandenburg            | 6. Mai 1990   | 5. Dez. 1993  | Die Gemeinde gehörte bis zum 2. Oktober 1990 zur DDR. Gulben war bereits bis zum 9. Januar 1973 eine Gemeinde.                                                     |
| 1314 | Dergenthin                    | Brandenburg            | 1. Mai 1990   | 5. Dez. 1993  | Die Gemeinde gehörte bis zum 2. Oktober 1990 zur DDR. Dergenthin war bereits bis zum 30. April 1973 eine Gemeinde.                                                 |
| 1339 | Kleinhennersdorf              | Sachsen                | 1. Juli 1990  | 28. Feb. 1994 | Die Gemeinde gehörte bis zum 2. Oktober 1990 zur DDR. Kleinhennersdorf war bereits bis zum 31. März 1973 eine Gemeinde.                                            |
| 1369 | Albtal                        | Baden-Württemberg      | 1. Jan. 1971  | 30. Sep. 1974 | |
| 1400 | Röpersdorf/Sternhagen         | Brandenburg            | 1. Dez. 1997  | 31. Okt. 2001 | |
| 1400 | Weggun                        | Brandenburg            | 1. Dez. 1997  | 31. Okt. 2001 | Weggun war mit einem kleineren Gebietszuschnitt bereits bis zum 30. Juni 1965 eine Gemeinde.                                                                       |
| 1440 | Boilstädt                     | Thüringen              | 30. Apr. 1990 | 8. Apr. 1994  | Die Gemeinde gehörte bis zum 2. Oktober 1990 zur DDR. Boilstädt war bereits bis zum 30. September 1920 und vom 1. August 1924 bis zum 30. Juni 1950 eine Gemeinde. |
| 1460 | Ernsbach-Erbuch               | Hessen                 | 1. Jan. 1968  | 30. Dez. 1971 | |
| 1460 | Gumpen                        | Hessen                 | 1. Jan. 1968  | 30. Dez. 1971 | |
| 1461 | Berstequell                   | Brandenburg            | 31. Dez. 1997 | 30. Dez. 2001 | |
| 1461 | Burgbronn                     | Hessen                 | 1. Jan. 1971  | 31. Dez. 1974 | |
| 1461 | Gladbach-Rheydt               | Nordrhein-Westfalen    | 1. Aug. 1929  | 31. Juli 1933 | Die Gemeinde gehörte zur preußischen Rheinprovinz. Gladbach-Rheydt war ein Stadtkreis.                                                                             |
| 1461 | Hofsteinach                   | Bayern                 | 1. Jan. 1970  | 31. Dez. 1973 | |
| 1461 | Osterhusum                    | Schleswig-Holstein     | 1. Apr. 1934  | 31. März 1938 | Die Gemeinden gehörten zur preußischen Provinz Schleswig-Holstein.                                                                                                 |
| 1461 | Rödemis                       | Schleswig-Holstein     | 1. Apr. 1934  | 31. März 1938 | Die Gemeinden gehörten zur preußischen Provinz Schleswig-Holstein.                                                                                                 |
| 1645 | Reitnau                       | Bayern                 | 1. Juli 1971  | 31. Dez. 1975 | |
| 1674 | Hausen-Oes                    | Hessen                 | 1. Jan. 1968  | 31. Juli 1972 | |
| 1760 | Lutzketal                     | Brandenburg            | 31. Dez. 1998 | 25. Okt. 2003 | |
| 1760 | Pinnow-Heideland              | Brandenburg            | 31. Dez. 1998 | 25. Okt. 2003 | |
| 1767 | Promnitztal                   | Sachsen                | 1. März 1994  | 31. Dez. 1998 | |
| 1795 | Kirchspiel Stadtlohn          | Nordrhein-Westfalen    | 1. Aug. 1964  | 30. Juni 1969 | |
| 1825 | Elbenberg                     | Hessen                 | 1. Jan. 1967  | 30. Dez. 1971 | |
| 1826 | Chursbachtal                  | Sachsen                | 1. Jan. 1994  | 31. Dez. 1998 | |
| 1826 | Gnaschwitz-Doberschau         | Sachsen                | 1. Jan. 1994  | 31. Dez. 1998 | |
| 1826 | Kletzen-Zschölkau             | Sachsen                | 1. Jan. 1994  | 31. Dez. 1998 | |
| 1826 | Lauenhain-Tanneberg           | Sachsen                | 1. Jan. 1994  | 31. Dez. 1998 | |
| 1826 | Lützschena-Stahmeln           | Sachsen                | 1. Jan. 1994  | 31. Dez. 1998 | |
| 1826 | Niedernissa                   | Thüringen              | 1. Juli 1989  | 30. Juni 1994 | Die Gemeinde gehörte bis zum 2. Oktober 1990 zur DDR. Niedernissa war bereits bis zum 30. Juni 1950 eine Gemeinde.                                                 |
| 1826 | Paulsdorf                     | Sachsen                | 1. Jan. 1991  | 31. Dez. 1995 | Paulsdorf war bereits bis zum 31. Dezember 1973 eine Gemeinde. |
| 1826 | Schönfeld-Weißig              | Sachsen                | 1. Jan. 1994  | 31. Dez. 1998 | |
| 1826 | Wasung                        | Bayern                 | 1. Jan. 1971  | 31. Dez. 1975 | |